# Justin (zgodovinar)
Justin (latinsko Marcus Junianus Justinus Frontinus; 2. stoletje) je bil latinski pisatelj, ki je živel v času Rimskega cesarstva.

## Življenje
O Justinovi osebni zgodovini ni skoraj nič znano, njegovo ime se pojavlja le v naslovu njegovega dela. Gotovo je živel po Gneju Pompeju Trogu, katerega dela je citiral, in njegova sklicevanja na to, da so si Rimljani in Parti delili svet med seboj, bi bila po vzponu Sasanidov v 3. stoletju anahrona. Zdi se, da je njegova latinščina skladna s slogom 2. stoletja. Ronald Syme se zavzema za datum okoli leta 390 n. št., tik pred sestavljanjem zgodovine Historia Augusta in anahronizme in arhaični slog zavrača kot nepomembne, saj trdi, da bi bralci razumeli Justinove besedne zveze, ki predstavlja Trogusov čas in ne njegovega lastnega.

## Dela
Justin je bil avtor povzetka Trogusove ekspanzivne Liber Historiarum Philippicarum ali Philippic Histories, zgodovine kraljev Makedonije, ki je bila sestavljena v Avgustovem času. Zaradi številnih odmikov je to delo preimenoval eden od njegovih urednikov, Historia Philippicae et Totius Mundi Origines et Terrae Situs (Filipska zgodovina in izvor celotnega sveta in vseh njegovih dežel). Justinov predgovor pojasnjuje, da je želel zbrati najpomembnejše in zanimive odlomke tega dela, ki se je od takrat izgubilo. Nekateri prvotni Trogusovi argumenti (prologi) so ohranjeni pri drugih avtorjih, na primer pri Pliniju starejšem Trogusova glavna tema je bila vzpon in zgodovina makedonskega cesarstva, tako kot on, si je tudi Justin dovolil precejšnjo svobodo odmika in ustvaril samosvojo antologijo, ne pa strogo najboljši primer.

## Zapuščina
Justinova zgodovina je bila veliko uporabljena v srednjem veku, ko so njenega avtorja včasih pomotoma pomešali z Justinom Martyrjem.